# Нектарий (Теляшин)
Архиепископ Нектарий (в миру Николай Павлович Теляшин; лето 1587, Осташковская патриаршая слобода — 25 января 1667, Москва) — игумен Нило-Столобенского монастыря, в 1636—1640 годы архиепископ Сибирский и Тобольский. Святой Русской православной церкви, почитается в лике святителей, память совершается (по юлианскому календарю): 15 января, 28 мая и 10 июня (Собор Сибирских святых).

## Биография
Родился в Осташковской патриаршей слободе в крестьянской семье, воспитывался в традициях православного благочестия. В 12 лет был отдан на воспитание настоятелю Ниловой пустыни иеромонаху Герману.   В своём письме-мемуаре о своей юности в Ниловой пустыни он писал: «Како мне забыти труды, и раны, и глад, и жажду, наготу и босоту. Да и до смерти мне надобно помнить, какова милость Божие надо мною грешным была в пустыни и что мы кушали, вместо, хлеба, сие брашно: траву папорть и кислицу, ухлевник, и дягиль, и дубовые желуди, и дятлевину, и с древес сосновых кору отымали и сушили и с рыбою смешав, вместе истолкши. То нам и брашно было, а гладом не уморил нас Бог. И како терпел от начальника моего с первых дней два года: по дважды на всякой день в два времени бит был, а не во едино время на день бои были. Но и в светлое Воскресение Христово дважды бит был. И того сочтено у меня в два года, по два времени на всякой день, боев тысяча четыреста и тридесять. А колько ран и ударов на всякой день было от рук его честных, и тех не считаю, Бог весть, и не помню: от ран великих едва дыхание бысть во мне. Пастырь мой плоть мою сокрушал, а душу мою спасал. Что ему в руках прилучилось, тем и жаловал мене, своего сиротку и малого птенца. Учил клюкою и остном, прободал и мелном, коим в жерновы мелют муку, и пестом, что в ступе толкут, и кочергою, что в печи углие гребут, и поварнями, что еству варят, и рогатками, что раствор на хлебы, или на просфоры и на пироги в сосудех бьют, чтоб хлебы или просфоры и пироги белы были. Того ради и тело мое начальник бил, чтоб душа моя темная светла была и бела, а не черна. И в ушатах, что двоя воду носят, мотор, и тем древом из ногу моею икра выбита, чтобы ноги мои на послушание Христа ради готовы были. И не токмо древом всяким, но и железом, и камением, и за власы рванием, но и кирпичем, и что прилучилося в руках его, чем раны дать, и что тогда очи его узрят, тем душу мою спасал, а тело мое смирял. И в то время персты моих рук из суставов выбиты, и ребра мои и кости переломаны, и ныне немощен и скорбен, чаю себе вскоре смерти»
«Тело мое начальник бил» — это про святого Германа († 1614; память в 3-ю Неделю по Пятидесятнице в Соборе Новгородских святых).
В монастыре Николай научился чтению, письму, церковному пению, порядку богослужения и т. п. В 1601 году он принял монашеский постриг с именем Нектарий. В 1613 году он был рукоположён в сан иеромонаха. После смерти настоятеля Германа Нектарий был избран на его место и проявил себя как талантливый администратор: увеличил земельные владения, построил хозяйственные здания, в 1622 году возвёл каменную трёхглавую церковь во имя Покрова Пресвятой Богородицы. Из келейных занятий Нектарий занимался чтением и перепиской книг, наравне с другими монахами принимал участие в хозяйственных работах.
Деятельность Нектария была отмечена и в 1620 году новгородский митрополит Макарий возвёл его в сан игумена. В Новгороде Нектарий познакомился с царским шурином воеводой Иваном Катыревым-Ростовским и стал известен в Москве. Стал воспреиимником при крещении царевича Алексея Михайловича. 7 февраля 1636 года патриарх Иоасаф I по желанию царя Михаила Фёдоровича совершил епископскую хиротонию Нектария с возведением его в сан архиепископа Сибирского и Тобольского.
1 апреля 1636 года Нектарий прибыл в свою епархию, которой управлял 4 года. Через два года он стал просить царя отпустить его обратно в Нилову пустынь. Это было связано с трудностями, с которыми Нектарий столкнулся в Сибири: широкое распространение язычества, низкий уровень нравственности, пьянство, скудность продовольствия и нехватка священников. Со всем этим Нектарий пытался бороться — по просьбе к царю оброк от воеводы в пользу архиерейского дома ранее поставляемый водкой был заменён на мёд, в Москву он писал письма с просьбами пополнить хлебные запасы. В 1637 году произошло прославление Абалакской иконы Божией Матери, ставшей одной из наиболее почитаемых в Сибири. В мае 1639 года Нектарий написал челобитные царю Михаилу Фёдоровичу и князю Катыреву-Ростовскому, прося в виду его старости и болезни отпустить его обратно в пустынь. Прошение было удовлетворено и 28 декабря 1639 года в Тобольск пришла соответствующая царская грамота. 6 января 1640 года Нектарий совершил литургию на праздник Крещения Господня, простился со своей паствой и 7 января выехал в Москву. При Нектарии дьяк тобольского архиерейского дома Савва Есипов создал Есиповскую летопись о походе Ермака.
Весной 1640 года Нектарий прибыл в Нило-Столбенскую пустынь и до 1647 года не принимал на себя вновь игуменство, был советодателем игумена Дорофея. 24 ноября 1647 года он вновь получил монастырь в управление и был возведён в звание строителя, в котором оставался до своей смерти. От царя Алексея Михайловича монастырь получил многочисленные льготы (беспошлинную рыбную ловлю на озере Ильмень, большое пожалование денежной и хлебной руги то есть милостыни и др.). В 1665 году пожар уничтожил монастырские постройки, Нектарий начал его восстановление. В 1667 году он поехал в Москву, где заболел и скончался, приняв схиму. Отпевание Нектария проходило в Чудовом монастыре, его совершил с собором русских иерархов Антиохийский патриарх Макарий III, находившийся в Москве для суда над патриархом Никоном. Исполняя его последнюю волю тело святителя было отправлено в Нилову пустынь, царь сам пешком проводил его за пределы города. В монастыре погребение Нектария совершил тверской архиепископ Иоасаф.

## Сочинения
Из литературного наследия Нектария сохранились:
- Увещание Нектария, архиепископа Сибирского и Тобольского, игумену Ниловой пустыни Дорофею и всей братии, помещенное на конце синодика, написанного им же в Тобольске в 1638 году.
- несколько поучений инокам, отличающихся своей простотой;
- два похвальных слова преподобному Нилу Столбенскому;
- письмо к князю Ивану Катырёву-Ростовскому с биографическими подробностями.
- Список дорожных вещей архиепископа Нектария, оставшихся после смерти на дворе Алексея и Михаила Лихачевых.

Также сохранилось несколько книг, переписанных святителем Нектарием.